# Canton de Ghisoni
Le canton de Ghisoni est une ancienne division administrative française, située dans le département de la Haute-Corse et la collectivité territoriale de Corse.

## Géographie
Ce canton était organisé autour de Ghisoni dans l'arrondissement de Corte. Son altitude variait de 0 m pour Ghisonaccia à 2 347 m pour Ghisoni, avec une moyenne de 418 m.

## Histoire
Le canton de Ghisoni est créé par une loi du 20 avril 1861, en détachant les quatre communes de Ghisoni, Ghisonaccia, Lugo-di-Nazza et Poggio-di-Nazza de celui de Vezzani.

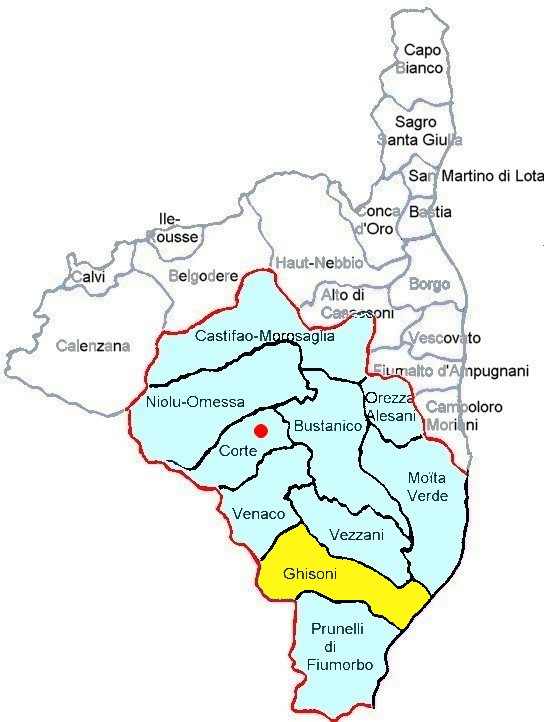
Localisation du canton de Gisoni avant 2015 (en jaune) dans l'arrondissement de Corte (en bleu).

Il est supprimé par le décret du 26 février 2014 qui entre en vigueur lors des élections départementales de mars 2015. Ghisoni, Lugo-di-Nazza et Poggio-di-Nazza sont réunies au canton de Fiumorbo-Castello, cependant que Ghisonaccia devient le chef-lieu du canton homonyme.

## Composition
Le canton de Ghisoni comprenait quatre communes et comptait 4 403 habitants en 2012 (population municipale).
| Communes        | Population (2012) | Code postal | Code Insee |
| --------------- | ----------------- | ----------- | ---------- |
| Ghisonaccia     | 3 892             | 20240       | 2B123      |
| Ghisoni         | 223               | 20227       | 2B124      |
| Lugo-di-Nazza   | 115               | 20240       | 2B149      |
| Poggio-di-Nazza | 173               | 20240       | 2B236      |

## Démographie
| 1962  | 1968  | 1975  | 1982  | 1990  | 1999  | 2006  | 2011  | 2012  |
| ----- | ----- | ----- | ----- | ----- | ----- | ----- | ----- | ----- |
| 2 694 | 3 547 | 4 015 | 4 006 | 3 875 | 3 723 | 3 857 | 4 330 | 4 403 |

## Administration

### Conseillers généraux de 1862 à 2015
| Période         | Période          | Identité                           | Étiquette                | Qualité                                                                                                  |
| --------------- | ---------------- | ---------------------------------- | ------------------------ | --- |
| 1862            | 1870             | Jean Frédéric Grazietti            |                          | Médecin                                                                                                  |
| 1870            | 1877             | Hercule Colonna d'Istria           |                          | |
| 1877            | 1889             | Pierre-Paul Philippe de Casabianca | Républicain modéré       | Bâtonnier de l'Ordre des Avocats de Bastia Président du Conseil général (1883-1886) Sénateur (1885-1903) |
| 1889            | 1895             | Joseph Farinole                    | Bonapartiste             | Propriétaire à Bastia                                                                                    |
| 1895            | 1901             | Vincent-Marie Farinole             | Républicain conservateur | Avocat à Bastia Sénateur (1894-1903)                                                                     |
| 1901            | 1903 (démission) | Joseph Romani                      |                          | Maire de Ghisonaccia                                                                                     |
| 1903            | 1919             | Alexandre Cervetti                 | Républicain              | Maire de Ghisoni                                                                                         |
| 1919            | 1920 (décès)     | François Bernardini                |                          | Mutilé de guerre, Président de l'Union des Anciens Combattants                                           |
| 1920            | 1925             | Henri Pierangeli                   | RG                       | Avocat Député (1906-1924 et 1928-1932)                                                                   |
| 1925            | 1940             | Charles Martinetti                 | RG                       | Médecin, Migliacciaro                                                                                    |
|                 |                  |                                    |                          | |
| 1945            | 1955 (décès)     | Charles Martinetti                 | DVD-RPF                  | Médecin, Migliacciaro                                                                                    |
| 22 janvier 1956 | 1958 (décès)     | Pierre Mathieu Zanotti (1924-1958) | Rad.ind.                 | |
| 1958            | 1964             | Marc François Martelli (1889-1978) | DVD                      | Ingénieur de la Ville de Paris, directeur de sociétés à Ghisoni                                          |
| 1964            | 1975 (démission) | Raoul Maymard                      | UDR                      | Médecin, chirurgien Maire de Ghisoni (1965-1977)                                                         |
| 1976            | 1994             | Dominique Gambini                  | DVD puis RPR             | Président de la Chambre d'agriculture de Haute-Corse Maire de Ghisonaccia (1962-1995)                    |
| 1994            | 2003 (démission) | Pierre-Jean Paolini                | UDF puis DVD             | Agriculteur Maire de Ghisonaccia (1995-2003)                                                             |
| 2004            | 2015             | Francis Giudici                    | DVD (Apparenté PRG)      | Exploitant agricole Maire de Poggio-di-Nazza (1993-2008) puis de Ghisonaccia (depuis 2008)               |

### Conseillers d'arrondissement (de 1862 à 1940)
| Période                                  | Période | Identité                             | Étiquette    | Qualité |
| ---------------------------------------- | ------- | ------------------------------------ | ------------ | --- |
|                                          |         |                                      |              | |
| 1862                                     |         | Félix-Antoine Mucchielli (1805-1881) |              | Maire de Ghisoni (1827-1830, 1844-1852 et 1872-1878), juge de paix du canton                                |
|                                          |         |                                      |              | |
| avant 1877                               |         | Bonaventure Mucchielli               |              | |
|                                          |         |                                      |              | |
| 1928                                     | 1940    | Pierre-François Paolini              | Parti Pietri | Maire de Ghisonaccia (révoqué par le Gouvernement de Vichy)                                                 |
| 1940                                     |         |                                      |              | Les conseils d'arrondissement ont été suspendus par la loi du 12 octobre 1940 et n'ont jamais été réactivés |
| Les données manquantes sont à compléter. |         |                                      |              | |